# Sherlock – Das letzte Problem
Das letzte Problem (Originaltitel: The Final Problem) ist die dritte Folge der vierten Staffel der britischen Fernsehserie Sherlock. Die Erstausstrahlung lief am 15. Januar 2017 bei der BBC, die deutschsprachige Premiere fand am 11. Juni 2017 im Ersten statt.

## Handlung
Ein junges Mädchen wacht in einem Flugzeug auf und ist zutiefst beunruhigt, da außer ihr alle an Bord anwesenden Personen bewusstlos sind. Als das Handy eines Passagiers klingelt und sie abnimmt, um um Hilfe zu bitten, antwortet ihr eine männliche Stimme: „Hallo, mein Name ist Jim Moriarty, Willkommen zum letzten Problem.“
Mycroft schaut einen alten Detektivfilm im privaten Kino seines Hauses. Plötzlich wird das Filmmaterial durch Aufnahmen aus seiner Kindheit und die unheilverkündende Botschaft „I’M BACK“ gestört, bevor die Filmrolle endet. Er versucht zu gehen, findet aber die Haupttür verschlossen vor. Es folgen einige weitere Effekte, die Mycroft glauben lassen, dass seine Schwester Eurus hinter alledem stecke. Als Mycroft panisch wird, stellt sich schließlich heraus, dass alles ein Trick von Sherlock und John war, um Mycroft zu Erzählungen über das geheime dritte Holmes-Kind, seine und Sherlocks Schwester, zu bewegen, da John dachte, dass Mycroft die Informationen nicht freiwillig gegeben hätte.
Zurück in der Baker Street erzählt Mycroft als Sherlocks Klient, dass Eurus das intelligenteste aller Holmes-Kinder sei, aber auch das gefährlichste. Obwohl Sherlock keine Erinnerung an Eurus hat, erzählt Mycroft ihm, dass jede Aktion und jede Entscheidung, die Sherlock definiert, auf Sherlocks Erinnerungen an Eurus beruht. Mycroft erzählt ihm von Eurus’ Kindheit in ihrem damaligen Wohnsitz Musgrave und von ihrem seltsamen Forschungsdrang. Es stellt sich heraus, dass sie Rotbart, einen Hund, den Sherlock in seiner Kindheit besaß, umgebracht hat. Nachdem sie ihr Elternhaus in Brand setzte, wurde sie weggegeben. Sherlock und seinen Eltern wurde gesagt, dass sie in einem weiteren Feuer umgekommen sei. In Wirklichkeit wurde sie aber in die Sicherheitseinrichtung Sherrinford gebracht, wo sie Fälle für den Geheimdienst löst und Anschläge anhand weniger Indizien genau vorhersagt. Als Mycroft seine Erzählung beendet, hört man Eurus’ Gesang in Sherlocks Wohnung und eine Drohne, auf der eine Bombe liegt, fliegt in den Raum. Diese wird durch Bewegung ausgelöst, allerdings erst nach drei Sekunden. Daher springen Sherlock, John und Mycroft aus dem Fenster bzw. rennen die Treppe herunter, sodass sie sich während der Explosion in Sicherheit befinden.
Auf See werden Sherlock und John von einem Hubschrauber auf ein Fischerboot abgesetzt, welches sie kapern und nach Sherrinford fahren. Über Mycroft wird derweil berichtet, er sei, durch die Explosion in der Baker Street schwer verletzt, in ein Krankenhaus eingeliefert worden, mit wenig Hoffnung auf Genesung. Der Bootskapitän und sein Gehilfe werden von den Sicherheitsbeamten von Sherrinford auf einem nahe gelegenen Strand der Insel gefesselt aufgefunden. Neben ihnen befindet sich eine in den Sand geschriebenen Mitteilung für Eurus. Ein falscher Kapitän und John werden in Untersuchungshaft genommen, da der Sicherheitschef glaubt, dass er die Verkleidung des falschen Kapitäns durchschaue und John und Sherlock gefangen genommen habe. Er gibt eine Sicherheitskarte an eine Wache, um Eurus’ Aufenthalt zu überprüfen. Der Kapitän entfernt daraufhin seine Maske und es zeigt sich, dass sich in Wirklichkeit Mycroft darunter verbarg und der Mann, der die Sicherheitskarte erhielt, Sherlock war.
So getarnt schleicht sich Sherlock an den Wachen vorbei und kann Eurus besuchen. Nachdem sie Sherlock dazu gebracht hat, näher an die Panzerglasscheibe ihres Gefängnisses heranzutreten, um ihm zu verraten, wie sie entkommen konnte, merkt er, dass es dort nie eine Scheibe gab. Unterdessen überprüft Mycroft Bänder von psychiatrischen Sitzungen, die ohne seine Zustimmung gemacht worden waren; er hatte diese verboten, da er über Eurus’ Fähigkeit, Leute zu manipulieren, Bescheid wusste. Auch der Leiter der Sicherheit stand unter Eurus’ Einfluss und lässt daher den Alarm klingeln. Daraufhin werden Mycroft, John und Sherlock von Wachen gefangen genommen. Bevor John niedergeschlagen wird, sieht er auf einem Bildschirm eine Aufnahme von Moriartys Gesicht, welches „Habt ihr mich vermisst?“ sagt.
In einer Rückblende zu Weihnachten vor fünf Jahren fliegt ein Hubschrauber mit Moriarty an Bord nach Sherrinford – auf Mycrofts Befehl hin: Mycroft gewährte Eurus den Weihnachtswunsch, ein unüberwachtes, fünfminütiges Gespräch mit Moriarty zu führen. Während dieser Zeit hatte sie ihn einige Audio- und Videosequenzen aufzeichnen lassen, z. B. die Antwort auf die Frage des Mädchens am Telefon im Flugzeug. Später erwacht John zusammen mit Sherlock, Mycroft und dem Leiter der Sicherheit in einer Gefängniszelle Sherrinfords, dem Aussehen nach die alte Eurus’. Sie sprechen kurz mit dem Mädchen aus dem Flugzeug, bevor Eurus, die mit ihnen über einen Fernseher kommuniziert, die Verbindung beendet. Anschließend muss Sherlock in verschiedenen Räumen verschiedene Rätsel lösen, um zu verhindern, dass Menschen zu Schaden kommen. Nicht immer kann dies jedoch verhindert werden. So zum Beispiel kommt der Leiter für Sicherheit um. Als Sherlock sich entscheiden soll, ob er Mycroft oder John erschießen soll, droht er Eurus damit, sich selber zu erschießen und damit deren Spiel zu beenden. Bevor Sherlock seine Worte in die Tat umsetzen kann, schießen allerdings Betäubungspfeile aus der Wand und Sherlock, John und Mycroft werden aus Sherrinford fortgebracht.
Sherlock erwacht Stunden später in einer Zelle mit Bildern an den Wänden. Er wird wieder mit dem Mädchen aus dem Flugzeug verbunden und anschließend mit John, der sich angekettet in einem Brunnen befindet. Eurus stellt Sherlock die Aufgabe, seinen allerersten Fall, das Musgrave Ritual, zu lösen, um John zu retten. Diesen Fall bezeichnet sie gleichzeitig als sein „letztes Problem“. Parallel zur Lösung dieses Falles gibt Sherlock dem Mädchen Anweisungen, das Flugzeug zu landen, womit er die Botschaft des kryptischen Liedes von Eurus entschlüsselt. Sie erklärt ihm, dass Rotbart kein Hund sein kann, da ihr Vater allergisch auf Hunde reagiert. Rotbart ist in Wirklichkeit der Spitzname seines besten Freundes aus Kindertagen, Victor Trevor. Den Tod seines Freundes versuchte Sherlock mit dem eines Hundes zu ersetzen, um den Verlust erträglicher zu machen. John findet zeitgleich im Brunnen die Knochen eines Kindes. Sherlock erkennt, dass das Mädchen in dem Flugzeug, welches eine Metapher für ihren Gedächtnispalast war, seine Schwester Eurus ist, die aus Einsamkeit nach Hilfe ruft. Sherlock lässt ihr die gewünschte Liebe zuteilwerden, welche sie in ihrer Kindheit nie erhielt. Und er verspricht ihr, mit ihr zu spielen, da früher keine anderen Kinder mit Eurus spielen wollten. Danach gibt sie preis, wo sich John befindet, und er wird schlussendlich gerettet. Mycroft wird in Eurus’ ehemaliger Zelle in Sherrinford unversehrt aufgefunden.
Eurus wird danach zurück nach Sherrinford überführt. Die Holmes-Brüder erklären ihren Eltern, dass Eurus sich in einem katatonischen Zustand befindet und nicht sprechen will. Sherlock besucht sie in Sherrinford und macht sein Versprechen wahr, indem er mit ihr Violine spielt. Nach seiner Rückkehr renoviert Sherlock mit John sein Apartment in der Baker Street. John erhält eine anonyme CD mit dem Titel „MISS YOU“, welche er sich mit Sherlock anschaut. Auf ihr spricht seine verstorbene Frau, Mary, eine Art Epilog auf die Fernsehserie, in dem sie die beiden ermutigt, weiterhin gemeinsam Fälle zu lösen und Abenteuer zu erleben.

## Produktion
Die Filmaufnahmen vom Hochsicherheitsgefängnis Sherrinford wurden auf St Catherine’s Island gefilmt, welches zu Tenby in Wales gehört.

## Leak
Einen Tag vor der offiziellen Erstausstrahlung wurde die russische Version der Folge geleakt. Als Reaktion darauf forderten die Sherlock-Macher unter dem Hashtag #KeepMeSpoilerFree die Fans dazu auf, die Folge nicht weiterzuverbreiten und das Internet frei von Spoilern zu halten.

## Ausstrahlung, DVD-Veröffentlichungen und Bewertung
Eine Vorab-Premiere der Folge fand am 12. Januar 2017 mit darauffolgendem Interview mit Mark Gatiss, Steven Moffat und weiteren an der Serie beteiligten Personen im British Film Institute statt. Am Abend des 15. Januars 2017 fand dann die offizielle Erstausstrahlung sowohl auf BBC One als auch auf PBS statt. Die Originalversion ist seitdem bei Amazon Video, iTunes und Netflix anzusehen. Die Folge wurde am 11. Juni 2017 im Ersten ausgestrahlt und erreichte dort einen Marktanteil von 10,8 % (2,56 Mio. Zuschauer).
In England wurde die Folge von 5,9 Millionen Zuschauern am Tag ihrer Erscheinung gesehen. Zusätzlich zur TV-Ausstrahlung wurde die Folge am Abend des 15. Januars in verschiedenen Kinos im Vereinigten Königreich und Irland gezeigt sowie am 16. und 18. Januar 2017 in über 350 US-amerikanischen Kinos, mit einer zusätzlichen, 15 Minuten langen Dokumentation über Amanda Abbington am Sherlock-Set mit dem Namen The Adventures of Mary Morstan.
Die Folge erhielt gemischte Kritiken. Bei IMDb zum Beispiel erreichte sie mit 8,5 von 10 Punkten ein sehr gutes Ergebnis, während diverse Zeitungen Kritik übten.
Die Episode wurde (zusammen mit den beiden anderen Episoden) am 23. Januar 2017 als 2-Disc-Set sowohl auf DVD als auch Blu-ray mit englischem Originalton veröffentlicht. Die Veröffentlichung des Soundtracks der vierten Staffel folgte am 27. Januar 2017. Am 12. Juni 2017 ist die deutschsprachige Version von Polyband ebenfalls als 2-Disc-Version auf DVD und Blu-ray erschienen.

## Kanon-Verweise
- Der Folgentitel basiert auf dem Titel der Geschichte Das letzte Problem.
- Sie beinhaltet Elemente aus Das Musgrave-Ritual und Die drei Garridebs.
- In der Sherlock-Holmes-Geschichte Die Gloria Scott erscheint der Studienfreund Victor Trevor, welcher hier als erster Spielfreund Sherlocks auftaucht.
- Am Ende der Folge werden mehrere weitere Fälle angedeutet und es gibt eine Anspielung auf die Geschichte Die tanzenden Männchen.

## Trivia
- In der Flashback-Szene mit Moriarty wird das Lied I Want To Break Free von Queen gespielt.
- Mrs. Hudson hört beim Staubsaugen den Song The Number of the Beast von Iron Maiden.
- In der letzten Szene rennen Sherlock und John aus einem Gebäude, an dem ein Schild mit der Aufschrift Rathbone Place befestigt ist. Dies ist eine Anspielung auf den Schauspieler Basil Rathbone, der in den 1940er Jahren in mehreren Filmen den Sherlock Holmes spielte.
- Die letzten Worte der Videobotschaft von Mary am Ende der Folge basieren auf den letzten Worten der Geschichte Das Letzte Problem von Arthur Conan Doyle.
- Sherrinford Holmes war der erste Name, den sich Arthur Conan Doyle für seinen Detektiv ausdachte[2].